# 御旅市場

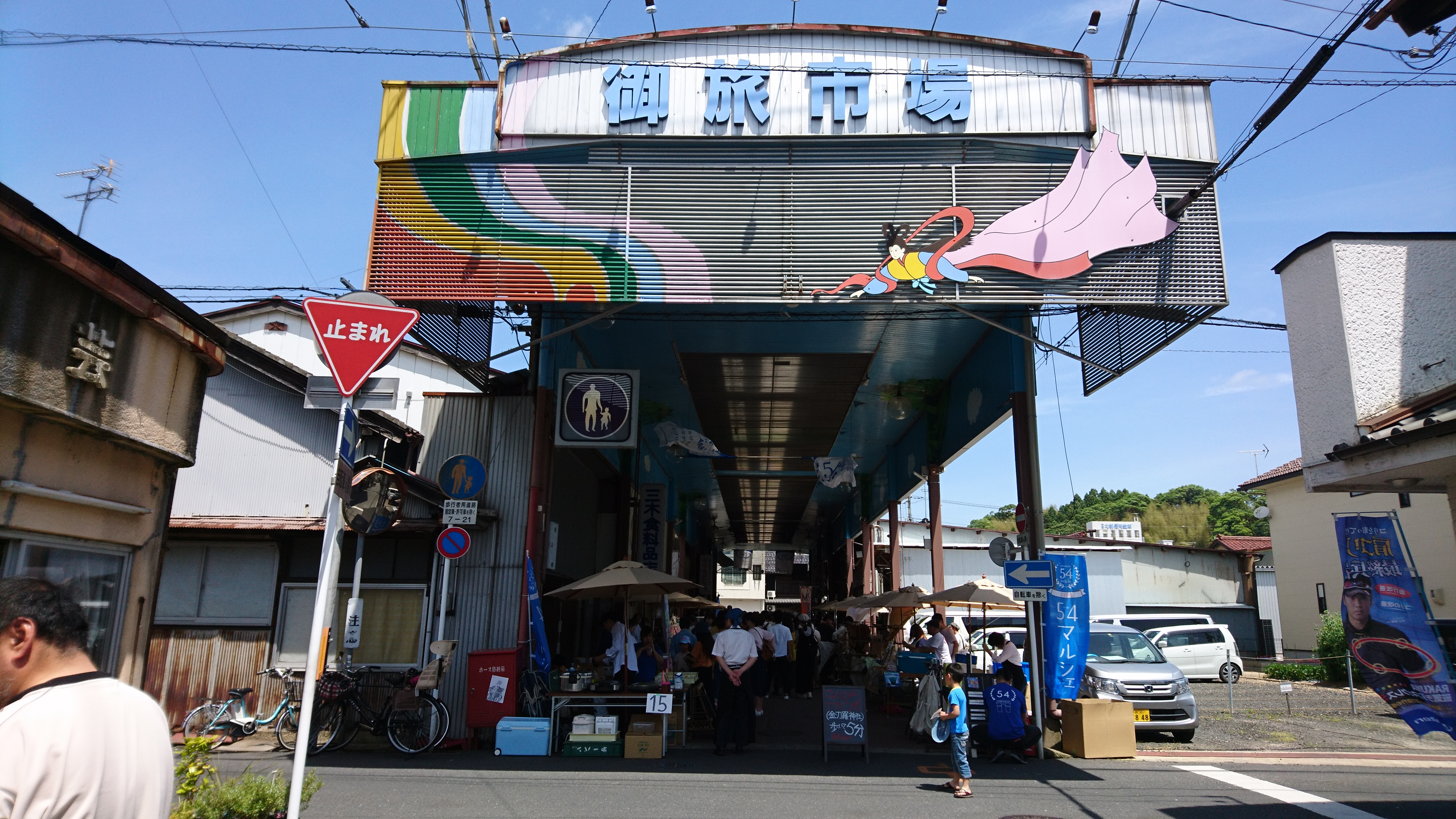
御旅市場（アーケード南側）

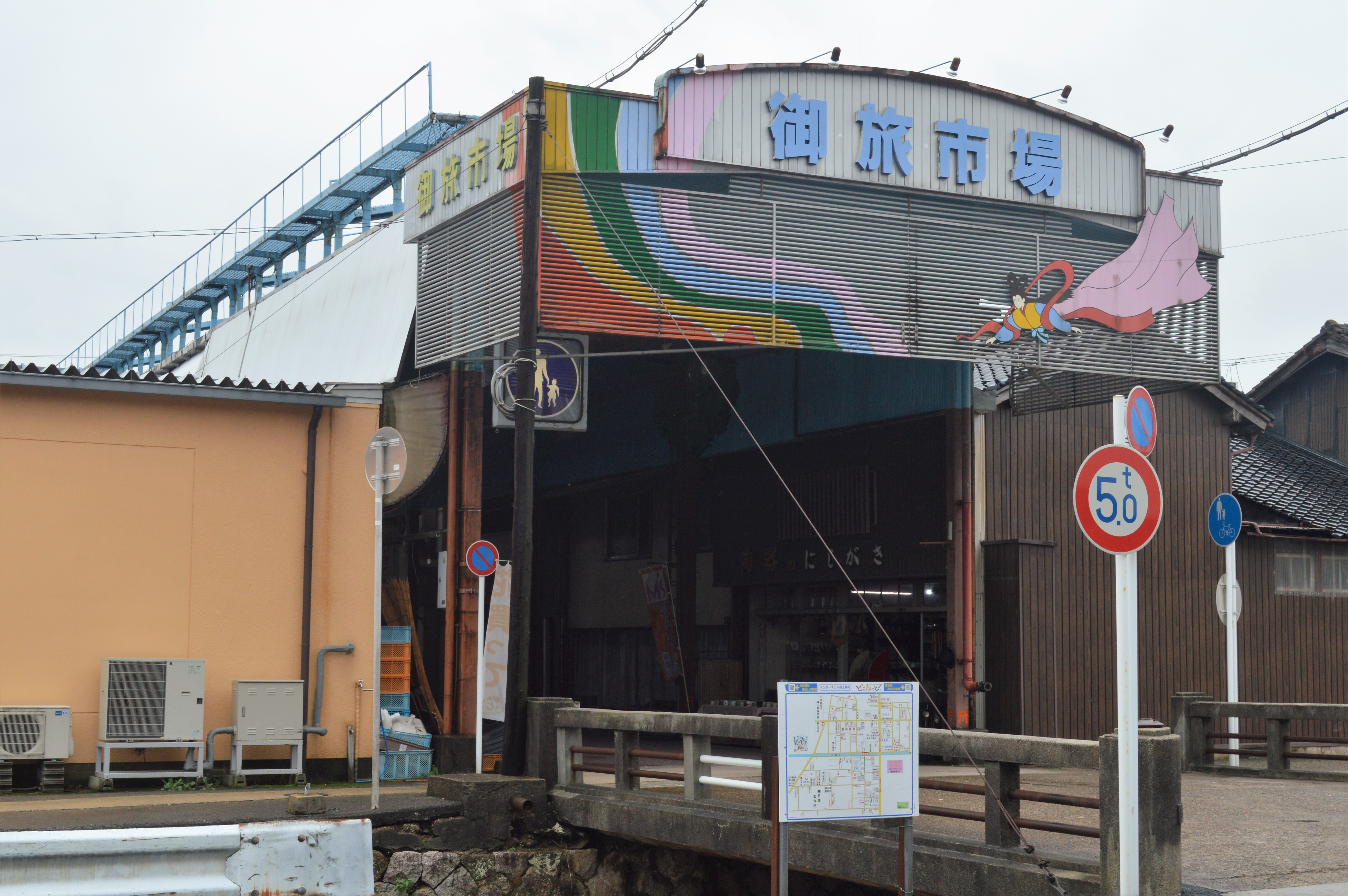
御旅市場（アーケード北側）と小西川にかかる御旅橋

御旅市場（おたびいちば）は、京都府京丹後市峰山町御旅に所在するアーケード商店街。2008年（平成20年）から「日本一短いアーケードの商店街」をキャッチコピーに掲げる（全長52.4メートル）。アーケードを備える御旅市場と、その周辺地域の商店等を含めて「御旅商店街」を構成する。この項目では、地区、また、コミュニティ活動拠点としての通称「御旅市場」についても記載する。

## 地理
峰山町の商店街は、盆地のほぼ中央に広がる平坦部に立地する。駅前、駅道、上本町、中央、本町、金刀比羅、御旅、千歳、明峰の大小9つの商店街があり、一帯は、江戸時代に京極氏によって形成された城下町に位置する。その多くは国道178号線をはじめ幹線道路沿いに形成された路線型商店街であるが、御旅市場は峰山町内を東西に横断する小西川沿いの南、繁華街に立地し、主婦やサラリーマンをおもな客層とした。

## 歴史
1869年（明治2年）、町名の大改革により、それまで「出町（でまち）」と称された地域が、「御旅町」と改名された。出町は1753年（宝暦3年）の『峰山明細記』にすでに記載されている。峰山町は丹後ちりめんの集配の中心地として発展し、機業に関連する問屋や組合、金融業者が集まっていたため、比較的早期に卸売りや小売業、運輸業などの第三次産業に携わる町民の割合が、近隣他町に比べて高いという特徴がある。そのため、商工業関連団体の設立時期も早く、1960年（昭和35年）に峰山町商工会が結成された。
御旅市場の発祥は、大正時代である。木造アーケードを備えた御旅市場と、その一帯の商店を含めて御旅商店街を構成する。かつての御旅商店街は、商店のほか映画館も軒を並べ、「丹後の台所」として賑わいを見せた。
最盛期にはアーケード内で18店舗を連ね、1979年（昭和54年）には御旅商店街全体で31店舗を構えた。当時の御旅市場は食料品を中心とした最寄型商店街で、スーパーマーケットにしがき（1999年閉店）を核とした。徒歩、自転車、バイクなどの利用者が、ほぼ毎日利用したものとみられる。峰山町峰山地区、吉原地区の住民の他、大宮町、弥栄町、網野町など隣町から訪れる客があった。
20世紀末に郊外に大型商業施設の出店が本格化したことにより、老朽化した店舗や小規模な店舗は客足が伸び悩み、1998年（平成10年）頃から閉店する店舗が増えて衰退が進んだ。2008年（平成20年）時点で6店舗に減少、人影もまばらとなった。御旅商店街は2008年（平成20年）3月から毎月第1土曜日に「復活祭」と称しフリーマーケットを開始し3回連続で千人以上の集客に成功したが、にぎわうのは開催日のみという反省点は残り続けた。
2015年（平成27年）、御旅市場の近隣企業や商店主の有志が集い、フリーマーケットを支援するとともに、いつでも住民が集って交流できる場所をつくることをめざす「まちづくり協働支援チームMOPPEN（モッペン）」を結成、2017年（平成29年）には「MOPPEN NEXT（モッペンネクスト）」と形を変え、活動範囲を丹後地方全域に拡大して様々な企業や団体と地域とをつなぐ中間支援の拠点となっている。

## アーケード
御旅市場は、京丹後市の商店街で唯一、アーケードを備える。
2019年時点のアーケードは、昭和時代に架け替えられたもので、全長52.4メートル。初代のアーケードは木造建築で、1918年（大正5年）に掛けられたとされる。2008年（平成20年）から「日本一短い」と称する。

## 御旅商店会
御旅商店街は、御旅市場を核とする商店街で、1979年（昭和54年）時点では、31人が所属した商店街振興組合（御旅商店会）が組織的に運営した。業務用、来客用ともに駐車場の不足が大きな課題となり、一部区間では車両通行制限も執られていた。そのため、車客を誘引することができず、校外の大型店に客を奪われ、衰退にいたった。1984年（昭和59年）3月の峰山町商工会の調査報告書によれば、交通の便の悪さのほかにも、小規模で老朽化した店舗が多いことも課題として挙げられている。

### 御旅市場フリーマーケット
2008年（平成20年）3月から2017年（平成29年）12月にかけて、全100回開催された。往年の賑わいの復興をめざし、「復活祭」と掲げた。
フリーマーケットの開催は、町の中心部を活性化させたいという京丹後市企画政策課からの要請によるもので、市の後援を受けて毎月第1土曜日に開催した。京丹後市内の業者や個人から出店者を募り、旬の野菜や伝統食などがアーケード内に並ぶ「オール京丹後産」を特徴としたマーケットで、開始当初は約30店舗が軒を連ねた。アーケード内のカフェスペースでは、足湯場を特設し、高齢者大学のちぎり絵作品を展示するなど、来場者の交流を図る工夫も為された。
御旅市場フリーマーケットは、当初は約2,000人の人出があったが、出店する店舗・客足ともに年々減少し、10年、100回の節目で終幕した。
御旅市場のなかに留まらず、町内を巡るイベントなども行われ、2010年の第29回目の催しでは、地元の峰山高等学校吹奏楽部が、御旅市場の前の小西川にかかる「御旅橋」でダンスと音楽を披露する「楽しい音楽会」を開催した。 

## まちづくり活動

### 「MOPPEN」から「MOPPEN NEXT」へ
2008年（平成20年）から御旅商店会が開催したフリーマーケットは、2015年（平成27年）時点で客足が4分の1に落ち込んでいた。そこで、近隣企業や商店主ら有志が集い、御旅市場フリーマーケットを支援するとともに、いつでも住民が集って交流できる場所をつくることを狙い、まちづくり協働支援チーム「MOPPEN（モッペン）」を結成した。代表は、会長・味田佳子。「モッペン」は、「もう一度」を意味する丹後弁で、「新たなまちづくりのため、地域の魅力をもう一度見直し、地域に活気を取り戻そう」という願いが込められている。活動の主軸は、御旅市場に人が来ることが一番の目的であった。
「MOPPEN NEXT（モッペンネクスト）」は、「MOPPEN」を前身とし、2017年（平成29年）に再スタートをきったまちづくり協働支援チームである。活動範囲を御旅市場から丹後地方全域に拡張し、京丹後市に点在する様々な団体や地域をつなぐ交流会の開催などの中間支援に取り組む。多様なプロジェクトやイベントなどで裏方役を担いつつ、地域資源を活かした商品開発をめざし、将来的に自立した組織運営をめざす。地域の枠を超えて商店主が集まる商店会交流会を開催して情報を共有し、広報の余力がない小事業所の代わりに情報発信を行う「もっぺん新聞」（2017年夏創刊）や、facebookを運営する。
以下に、MOPPENおよびMOPPEN NEXTによる主な取組を記す。

#### モッペンスペース
MOPPEN SPACE（モッペンスペース）は、2015年（平成27年）2月1日に御旅商店街の空き店舗を活用して開設した、多目的情報交流スペースである。この時点で御旅商店街は7店舗まで減少しており、そのうち4店舗が空き店舗となっていた。
モッペンスペースは、空き店舗のうち、2000年（平成12年）頃に閉店したスーパーの店舗を活用し、京都府の助成を受けて整備したものである。面積は、約100平方メートル。一画を畳敷きにするほか、机や椅子、wi-fiなどを備え、英会話やプログラミング教室などの貸しスペースや会議場などに貸し出しを行う。最大収容人数は50人。店番など、管理運営は、主婦が担った。MOPPEN時代に整備された「モッペンスペース」の運営は、MOPPEN NEXTに継続された。

#### モッペン食堂
モッペン食堂は、地域住民から食材の寄付を募り、安価で食事を提供するいわゆる子ども食堂である。「きょうとこどもの城づくり事業」の補助事業によって月1回の頻度で京丹後市内各所で運営するが、一般的な子ども食堂と異なり、世帯の事情を問わず地域住民が食事をとりながら交流できる。1回目は弥栄町の飲食店「COME VA 古与曾（こよそ）」を会場に2017年（平成29年）8月4日に開催し、2回目は同年9月23日に峰山町のシルバー人材センター直営の軽食喫茶「がや我家」（がやがや）で開催した。2018年（平成30年）3月には隣接する与謝野町加悦の「ちりめん街道ひなめぐり2018」にも出店した。下は1歳から上は90歳まで、地域の世代間交流の舞台となった。

#### 京丹後54マルシェ
京丹後54マルシェ（ゴーヨンマルシェ）は、御旅市場フリーマーケットの終幕後、新たにMOPPEN NEXTのスタッフ8人によって組織された京丹後54マルシェ実行委員会が主催するフリーマーケットである。企画者は、同委員会委員長の冨倉江里子。地域経済の活性化をねらい、
2018年（平成30年）7月15日に第1回目が開催された。以後、年に数回、御旅市場アーケードを会場に開催される。「54」は、御旅市場のシンボルであるアーケードの長さ52.4メートルにちなみ、名付けられた。
御旅商店会が主催したかつての御旅市場フリーマーケットでは、出店者を市内在住者に限定していたが、京丹後54マルシェでは、観光客も立ち寄る「京丹後の名所」をめざし、市外からも出店者を受け入れる。子連れでも足を運びやすいようにキッズスペースを設け、手づくり食品や木工品、チョークアートなど30店舗以上が軒を連ねるマルシェでは、御旅市場が往時の賑わいをみせる。近隣の金刀比羅神社で3～12月まで毎月開催される「こんぴら手づくり市」とも連動し、地域のなかで人の交流を図りつつ開催されている。

## アクセス・駐車場
- 丹海バス「峰山停留場」下車3分[32]
- 京都丹後鉄道[32]
  - 峰山駅から徒歩約23分[32]

## 参考資料
- 『峰山郷土史』峰山町、1958年。
- 『わがまち峰山〈峰山郷土史現代編〉』峰山町・峰山町教育委員会、2004年。
- 『峰山町商店街診断報告書』京都府立中小企業総合指導所、1979年。
- 『峰山町地域小売商業近代化対策調査報告書』峰山町商工会、1984年。

上記のほか広報「きょうたんご」、新聞各紙を参照しました。